# Mathis Hermes
La Hermes era un'autovettura di gran lusso prodotta tra il 1904 ed il 1907 dalla Casa automobilistica francese Mathis. Poiché la sua realizzazione ha visto la partecipazione di un giovane Ettore Bugatti, questo modello viene talvolta indicato anche come Bugatti Tipo 6 o Tipo 7 a seconda delle versioni.

## Storia e profilo

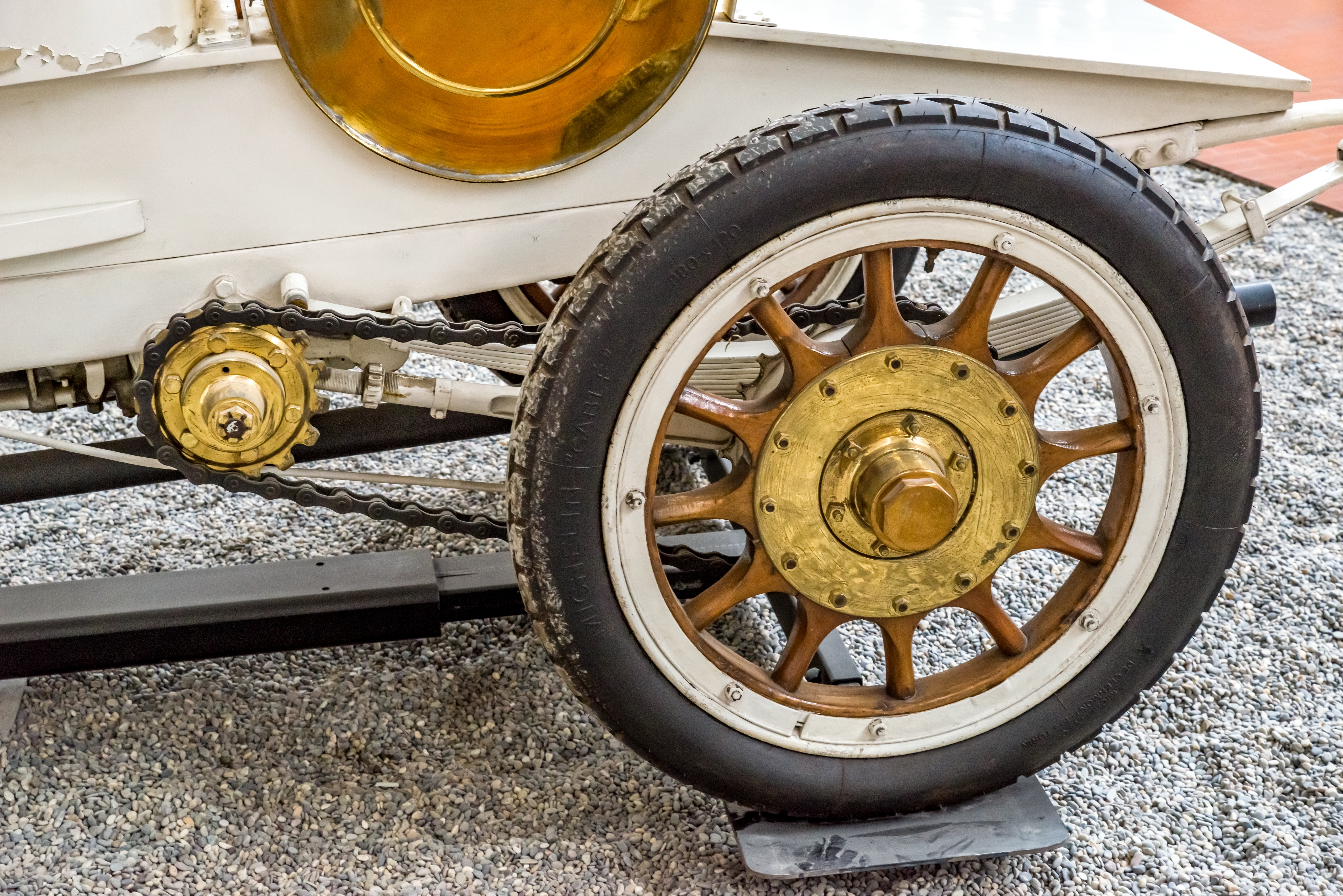
La trasmissione a doppia catena

All'inizio del Novecento, proprio nei primissimi anni, Èmile Mathis, futuro fondatore dell'omonima Casa automobilistica, conobbe un giovanissimo Ettore Bugatti ed insieme si accordarono per la produzione di una vettura di gran lusso. Secondo gli accordi, Èmile Mathis avrebbe finanziato il progetto ed avrebbe creato un canale di vendita, mentre Bugatti avrebbe pensato allo studio e alla realizzazione della vettura stessa.

Il lancio avvenne alla fine del 1904, ma la produzione ufficiale fu avviata all'inizio del 1905.

La Hermes, detta anche Hermes Simplex per diverse sue analogie con l'omonima vettura prodotta dalla Mercedes, era disponibile in quattro motorizzazioni differenti, tutte destinate ad una clientela molto facoltosa. I motori che equipaggiavano le Hermes erano tutti a 4 cilindri, ma dalla cilindrata enorme.

La meno costosa era equipaggiata da un motore da 7430 cm³ ed erogava una potenza massima di 50 CV. Data la vicinanza della sede di Strasburgo con la Germania, questa vettura divenne nota anche ai tedeschi, ma con la denominazione di 40/50 PS, come si usava all'epoca, dove la prima cifra indicava la potenza fiscale e la seconda la potenza effettiva del motore.

Salendo un gradino nella gamma Hermes, si trovava la versione equipaggiata da un 8480 cm³, in grado di erogare 60 CV. Per il mercato tedesco fu la 50/60 PS.

La terza versione era nota ai tedeschi con lo stesso nome della precedente, ma montava un motore più grande, da 8986 cm³ di cilindrata.

La versione più costosa montava un enorme 4 cilindri da ben 12058 cm³, in grado di erogare 90 CV di potenza massima. Presso il mercato tedesco questa vettura era nota come 80/90 PS. La lubrificazione doveva essere effettuata manualmente sulla versione "di base", mentre avveniva tramite pompa meccanica sulle altre versioni. La frizione era monodisco, la trasmissione avveniva tramite una doppia catena e la trazione era posteriore con cambio a 4 marce.

Fu prodotta sia come single, sia come double-phaeton e all'epoca era un esempio di vettura sportiva di lusso. Non per niente ebbe anche alcuni trascorsi sportivi. Una vettura del genere, capace di prestazioni che all'epoca erano considerate notevoli (la velocità massima della versione da 12 litri era di 105 km/h), può essere considerata come l'antesignana delle odierne vetture sportive di lusso, tra le quali vi sono per esempio le Maserati Granturismo e le Porsche 911.

La produzione della Hermes terminò nel 1907.